# Kolotoč (album)
Kolotoč je název druhého řadového alba skupiny Traband. Tvoří ho 12 písniček, jedna instrumentálka (Sedm statečných trpaslíků) a závěrečný bonus Prodloužená jízda, což je živá nahrávka Karla Vepřeka při tzv. Jaroslavení (MHD Tour).

## Seznam písní
1. Pět prstů
2. Panenka Bárbí & Málborou men
3. Na širém moři
4. Ponorná řeka
5. Kolotoč
6. A loď pluje
7. Sedm statečným trpaslíků
8. Cirkus Praha
9. Jaromil Hodněpil
10. Trosečník / Paní domácí
11. Lucie
12. Historka z podsvětí
13. Evangelium podle Jarouše
14. Prodloužená jízda